# Tommy Togiai
Tommy Togiai (Blackfoot, 19 settembre 1999) è un giocatore di football americano statunitense che milita nel ruolo di defensive tackle per gli Atlanta Falcons della National Football League (NFL).

## Carriera

### Cleveland Browns
Togiai al college giocò a football a Ohio State. Fu scelto nel corso del quarto giro (132º assoluto) nel Draft NFL 2021 dai Cleveland Browns. Nella settimana 10 contro i New England Patriots mise a segno i suoi primi 2 tackle. La sua stagione da rookie si chiuse con 14 placcaggi e 0,5 sack in 6 presenze, nessuna delle quali come titolare.